# Мангассет (Нью-Йорк)
Мангассет (англ. Manhasset) — переписна місцевість (CDP) в США, в окрузі Нассау штату Нью-Йорк. Населення — 8176 осіб (2020).

## Географія
Мангассет розташований за координатами 40°47′6″ пн. ш. 73°41′42″ зх. д. / 40.78500° пн. ш. 73.69500° зх. д. (40.784977, -73.694880).  За даними Бюро перепису населення США в 2010 році переписна місцевість мала площу 6,26 км², з яких 6,17 км² — суходіл та 0,09 км² — водойми.

## Демографія
Згідно з переписом 2010 року, у переписній місцевості мешкало 8080 осіб у 2790 домогосподарствах у складі 2112 родин. Густота населення становила 1291 особа/км².  Було 2893 помешкання (462/км²).
Расовий склад населення:
| - 75,9 % — білих - 10,9 % — азіатів - 9,4 % — чорних або афроамериканців - 0,2 % — корінних американців - 2,0 % — осіб інших рас |

До двох чи більше рас належало 1,5 %. Частка іспаномовних становила 8,8 % від усіх жителів.
За віковим діапазоном населення розподілялося таким чином: 25,9 % — особи молодші 18 років, 55,6 % — особи у віці 18—64 років, 18,5 % — особи у віці 65 років та старші. Медіана віку мешканця становила 43,1 року. На 100 осіб жіночої статі у переписній місцевості припадало 89,0 чоловіків;  на 100 жінок у віці від 18 років та старших — 84,9 чоловіків також старших 18 років.
Середній дохід на одне домашнє господарство  становив 181 630 доларів США (медіана — 107 283), а середній дохід на одну сім'ю — 213 805 доларів (медіана — 143 378). Медіана доходів становила 107 173 долари для чоловіків та 61 840 доларів для жінок. За межею бідності перебувало 5,1 % осіб, у тому числі 8,8 % дітей у віці до 18 років та 3,4 % осіб у віці 65 років та старших.
Цивільне працевлаштоване населення становило 3603 особи. Основні галузі зайнятості: освіта, охорона здоров'я та соціальна допомога — 23,9 %, фінанси, страхування та нерухомість — 16,5 %, науковці, спеціалісти, менеджери — 14,8 %.

## Персоналії
- Кріс Джеріко — американський реслер та співак.
- Біллі Крудап — американський актор.
- Саммер Рей — американська реслерка, акторка та модель.